# Arturo III di Bretagna
Arturo III, noto come Arturo di Richemont, detto il "Connestabile di Richemont" o anche "il Giustiziere" (Sarzeau, 24 agosto 1393 – Nantes, 26 dicembre 1458), fu signore di Parthenay e conte di Richmond dal 1393, Connestabile di Francia dal 1425, duca di Bretagna e conte di Montfort dal 1457 fino alla sua morte.

## Origine

Stemma utilizzato da Arturo fino al 1457

Arturo era il figlio maschio secondogenito del Duca di Bretagna, Conte di Montfort e Conte di Richmond, Giovanni V e di Giovanna di Navarra, futura Duchessa reggente di Bretagna e futura regina consorte d'Inghilterra, che secondo il Chronicum Britanicum era la sesta (quarta femmina) figlia del re di Navarra, Carlo II il Malvagio e della moglie, principessa della casa reale francese Giovanna di Francia, sorella del re di Francia, Carlo V, la settima figlia del re di Francia, Giovanni II il Buono e di Bona di Lussemburgo.
Giovanni V di Bretagna, secondo le Mémoires pour servir de preuves à l'Histoire ecclésiastique et civile de Bretagne, Tome I, era l'unico figlio maschio del Conte di Richmond, duca pretendente di Bretagna e conte di Montfort, Giovanni IV e della moglie, Giovanna, figlia del Conte di Nevers, Luigi I, e della moglie, la Contessa di Rethel, Giovanna, come ci conferma la Continuation anonyme de la Chronique de Jean de S. Victor, pur senza nominarla, ricorda che la contessa Giovanna, dopo essere rimasta vedova, rientrò nella contea di Bethel, e ricevette in dote metà della contea di Nevers.
 Giovanna di Rethel (morta nel 1325), figlia di Ugo IV, Conte di Rethel, e di Isabella di Grandpré.

## Biografia
Arturo, alla nascita, fu insignito del titolo di conte di Richmond, titolo spesso concesso ai duchi di Bretagna dalla corona inglese, ma dopo la morte del padre, gli inglesi si rifiutarono di riconoscere gli eredi come legittimi successori. Ciò nonostante, la dinastia bretone continuò ad utilizzare il titolo, mentre da parte inglese lo stesso fu assunto da Giovanni Plantageneto, I duca di Bedford nel 1414.
Suo padre, Giovanni V, morì nel 1399; il Chronicon Britanicum riporta la morte di Giovanni (Johannes Britanniæ dux) il 2 novembre (II mensis novembris) 1399 (MCCCXCIX), a Nantes (in castro de turre nova Nannetensi) e fu sepolto nella chiesa di San Pietro a Nantes (in choro ecclesiæ B. Petri Nannetensis).
Dopo la morte di Giovanni V, il re di Francia Carlo VI, ottenne la tutela di tutti i figli di Giovanni, i quali erano tutti ancora minorenni, incluso il nuovo duca Giovanni VI.
Nel 1402, sua madre, Giovanna venne chiesta in moglie dal re d'Inghilterra, Enrico IV di Bolingbroke, il figlio quartogenito del duca di Lancaster e futuro duca d'Aquitania, Giovanni Plantageneto e di Bianca di Lancaster, figlia di Enrico Plantageneto, I duca di Lancaster e di Isabella di Beaumont, che, da alcuni anni, era vedovo della prima moglie, Maria di Bohun (c.a 1368 – 4 giugno 1394).
Il matrimonio venne celebrato nel 1403, come viene riportato dal Chronicon Adae de Usk, A.D. 1377-1421.
Dopo la morte del Duca d'Orléans, Luigi I di Valois-Orléans, fatto uccidere, 1407, dal nuovo duca di Borgogna, Giovanni senza Paura, Arturo ed il fratello Giovanni VI si legarono al partito degli orleanisti, prima, facendo un'alleanza, nel 1408, col conte d'Armagnac e di Fezensac, Bernardo VII, e poi si legarono al nuovo duca d'Orléans, Carlo, parteggiando per gli armagnacchi, contro i borgognoni, durante la guerra civile che sconvolse la Francia tra il 1410 ed il 1414. Combatté alla battaglia di Agincourt, ove fu ferito e catturato. Fu rilasciato dagli inglesi nel 1420 e convinse il fratello, il duca Giovanni, a firmare il trattato di Troyes, che permetteva a Enrico V di dichiararsi erede al trono di Francia.
Nel 1422, gli inglesi lo nominarono duca di Turenna.
Dopo la morte di Enrico V d'Inghilterra (agosto 1422), i rapporti tra il ducato di Bretagna e gli inglesi si raffreddarono, e Arturo ed il fratello Giovanni VI, si riavvicinarono al delfino, e dopo la morte di Carlo VI, si schierarono apertamente con Carlo VII, detto Roi de Bourges, tanto che, nel 1425, Carlo VII, consegnò a suo fratello Arturo la spada di Connestabile di Francia. Arturo prese l'iniziativa contro gli inglesi in Bretagna, in Normandia e nel Maine.
Egli si distinse per la tenacia ed il pessimo carattere, caratteristiche che lo portarono ad essere espulso dalla corte nel 1427, in quanto non sopportava il nuovo Gran ciambellano di Francia, Georges de La Trémoille, di cui era geloso.
In quel periodo, Arturo si limitò a combattere in Bretagna.
Arturo fu un sostenitore di Giovanna d'Arco, eroina di Francia (si batté insieme a Giovanna d'Arco nella battaglia di Patay del 1429), e, nel 1433, un suo scudiero attentò alla vita di La Trémoille, che era stato un avversario di Giovanna, e Arturo riprese il controllo del governo iniziando la riconquista del territorio francese.
In seguito collaborò alla realizzazione del trattato di Arras (1435), che sancì la pace tra Francia e Borgogna, portando poi alla sconfitta finale degli inglesi. Nel 1436, insieme al Bastardo d'Orléans, riconquistò Parigi. Arturo partecipò alla battaglia di Formigny, che segnò la riconquista francese della Normandia.
Arturo fu protagonista della riforma militare:
- nel 1439 reintroduce la disciplina militare, già voluta da Carlo V di Francia[17], per cui ogni capitano di compagnia ha il dovere di consegnare alla Giustizia ordinaria, ogni soldato che infrange la legge[17]; inoltre, solo il re Carlo VII poteva reclutare dei soldati, in modo da impedire ogni tipo di reclutamento fatto per costituire bande armate private[17];
- dopo la tregua di Tours, del 1444, stipulata tra inglesi e francesi[18], si doveva ridurre il numero di militari presenti sul territorio, ma altresì mantenere un certo numero di effettivi, nel caso la guerra riprendesse[17]; le compagnie più indisciplinate, per ovviare a questo problema, in quello stesso anno, furono inviate a sostenere il futuro imperatore, Federico III d'Asburgo, nella Vecchia guerra di Zurigo, contro la Confederazione svizzera[17], e all'assedio della città di Metz[17]; la città di Zurigo e Federico III furono sconfitti dai confederati e le perdite delle compagnie francesi furono elevate[17], così come all'assedio di Metz[17];
- infine, nel 1445, Arturo ed il re Carlo VII, organizzarono le Compagnie d'ordonnance, che stabiliva un certo numero di soldati distribuiti sul territorio francese[16].

Nel 1449, gli inglesi intervennero in Bretagna e, dopo la conquista ed il saccheggio di Fougères, da parte delle truppe inglesi, anche Carlo VII diede ordine ai suoi capitani di intervenire in Bretagna. Anche Arturo, assieme ai nipoti, il duca di Bretagna Francesco I ed il Conte di Guingamp, Pietro si unì ai combattimenti e i tre presero parecchie città fra cui Coutances, Saint-Lô e Ferns.
In questa situazione, il suo terzo nipote, Egidio, che era favorevole agli inglesi, fu fatto imprigionare, ed in carcere fu strangolato.
Suo nipote, Francesco I, morì il 17 luglio 1450; il Chronicum Britanicum riporta che Francesco (Franciscus dux Britanniæ) morì il 17 luglio (XVI Kal Aug), e fu sepolto nella chiesa di Saint-Sauveur a Redon(in ecclesia S. Salvatoris de Rothono) e, non avendo figli maschi viventi, ma solo due figlie, ancora bambine, in virtù del Primo trattato di Guérande (il trattato infatti non prevedeva che l'eredità passasse alle figlie femmine quindi né Margherita né Maria poterono ereditare), gli succedette l'altro nipote di Arturo, Pietro, come Pietro II.
Nel 1455, Pietro era ancora senza figli legittimi e, dati i suoi problemi di salute sorse il problema della successione, egli non voleva che la Bretagna cadesse in mani straniere e per questo organizzò le nozze fra la nipote Margherita e suo cugino Francesco. Per celebrare l'evento Pietro convocò i nobili bretoni a Vannes dove il 13 novembre 1455 si riunirono nobili, rappresentanti della città e del clero e tutti furono concordi nel celebrare le nozze. Il matrimonio ebbe quindi luogo tre giorni dopo e venne celebrato nella cattedrale di Vannes dall'arcivescovo Guillaume de Malestroit.
Pietro II morì senza eredi nel 1457; il Chronicum Britanicum riporta che Pietro (Petrus dux Britanniæ) morì il 22 settembre (XXII mensis septembris) e gli succedette lo zio Arturo, come Arturo III.
Arturo morì il 26 dicembre 1458; il Chronicum Britanicum riporta che Arturo (Arturus dux Britanniæ) morì il 17 luglio (XXVII Decembris), e fu sepolto nel convento dei certosini presso Nantes(in conventu Cartusiensi juxta Nannetum), e, non avendo eredi legittimi, gli succedette sul trono bretone il nipote Francesco, conte di Étampes.

## Matrimoni e discendenza
Arturo si sposò tre volte, ma non ebbe figli legittimi:
- il 10 ottobre 1423 a Digione con Margherita di Borgogna, figlia di Giovanni di Borgogna e la vedova del Delfino Luigi, duca di Guienna.
- il 29 agosto 1442 a Nérac, con Giovanna II d'Albret, figlia di Carlo II di Dreux.
- il 2 luglio 1445 con Caterina di Saint Pol (†1492), figlia di Pietro I di Lussemburgo-Saint Pol.

Da un'amante di cui non si conoscono né il nome né gli ascendenti, Arturo ebbe una figlia naturale:
- Jacqueline, che fu legittimata nel 1443.

## Ascendenza
|                         |                        |                        | Genitori                   |  |  | Nonni |  |  | Bisnonni              |  |  | Trisnonni               |  |
|                         |                        |                        |                            |  |  |       |  |  | Arturo II di Bretagna |  |  | Giovanni II di Bretagna |  |
|                         |                        |                        |                            |  |  |       |  |  | Arturo II di Bretagna |  |  | Giovanni II di Bretagna |  |
|                         |                        | Beatrice d'Inghilterra |                            |  |  |       |  |  | Arturo II di Bretagna |  |  |                         |  |
| Giovanni IV di Bretagna |                        |                        |                            |  |  |       |  |  | Arturo II di Bretagna |  |  |                         |  |
|                         |                        | Iolanda di Dreux       | Roberto IV di Dreux        |  |  |       |  |  |                       |  |  |                         |  |
|                         |                        | Iolanda di Dreux       | Roberto IV di Dreux        |  |  |       |  |  |                       |  |  |                         |  |
|                         |                        | Iolanda di Dreux       | Beatrice di Montfort       |  |  |       |  |  |                       |  |  |                         |  |
| Giovanni V di Bretagna  |                        | Iolanda di Dreux       |                            |  |  |       |  |  |                       |  |  |                         |  |
|                         |                        | Luigi I di Nevers      | Roberto III di Fiandra     |  |  |       |  |  |                       |  |  |                         |  |
|                         |                        | Luigi I di Nevers      | Roberto III di Fiandra     |  |  |       |  |  |                       |  |  |                         |  |
|                         |                        | Luigi I di Nevers      | Iolanda di Borgogna-Nevers |  |  |       |  |  |                       |  |  |                         |  |
| Giovanna di Fiandra     |                        | Luigi I di Nevers      |                            |  |  |       |  |  |                       |  |  |                         |  |
|                         |                        | Giovanna di Rethel     | Ugo IV di Rethel           |  |  |       |  |  |                       |  |  |                         |  |
|                         |                        | Giovanna di Rethel     | Ugo IV di Rethel           |  |  |       |  |  |                       |  |  |                         |  |
|                         |                        | Giovanna di Rethel     | Isabella di Grandpré       |  |  |       |  |  |                       |  |  |                         |  |
| Arturo III di Bretagna  |                        | Giovanna di Rethel     |                            |  |  |       |  |  |                       |  |  |                         |  |
|                         | Filippo III di Navarra | Luigi d'Évreux         |                            |  |  |       |  |  |                       |  |  |                         |  |
|                         | Filippo III di Navarra | Luigi d'Évreux         |                            |  |  |       |  |  |                       |  |  |                         |  |
|                         | Filippo III di Navarra | Margherita d'Artois    |                            |  |  |       |  |  |                       |  |  |                         |  |
| Carlo II di Navarra     | Filippo III di Navarra |                        |                            |  |  |       |  |  |                       |  |  |                         |  |
|                         |                        | Giovanna II di Navarra | Luigi X di Francia         |  |  |       |  |  |                       |  |  |                         |  |
|                         |                        | Giovanna II di Navarra | Luigi X di Francia         |  |  |       |  |  |                       |  |  |                         |  |
|                         |                        | Giovanna II di Navarra | Margherita di Borgogna     |  |  |       |  |  |                       |  |  |                         |  |
| Giovanna di Navarra     |                        | Giovanna II di Navarra |                            |  |  |       |  |  |                       |  |  |                         |  |
|                         |                        | Giovanni II di Francia | Filippo VI di Francia      |  |  |       |  |  |                       |  |  |                         |  |
|                         |                        | Giovanni II di Francia | Filippo VI di Francia      |  |  |       |  |  |                       |  |  |                         |  |
|                         |                        | Giovanni II di Francia | Giovanna di Borgogna       |  |  |       |  |  |                       |  |  |                         |  |
| Giovanna di Valois      |                        | Giovanni II di Francia |                            |  |  |       |  |  |                       |  |  |                         |  |
|                         |                        | Bona di Lussemburgo    | Giovanni I di Boemia       |  |  |       |  |  |                       |  |  |                         |  |
|                         |                        | Bona di Lussemburgo    | Giovanni I di Boemia       |  |  |       |  |  |                       |  |  |                         |  |
|                         |                        | Bona di Lussemburgo    | Elisabetta di Boemia       |  |  |       |  |  |                       |  |  |                         |  |
|                         |                        | Bona di Lussemburgo    |                            |  |  |       |  |  |                       |  |  |                         |  |

### Fonti primarie
- (LA)  Rerum Gallicarum et Francicarum Scriptores, tomus XXI.
- (LA)  Chronicon Adae de Usk, A.D. 1377-1421.
- (LA, FR)  Mémoires pour servir de preuves à l´histoire ecclésiastique et civile de Bretagne, Tome I.
- (LA, FR)  Mémoires pour servir de preuves à l´histoire ecclésiastique et civile de Bretagne, Tome II.

### Letteratura storiografica
- A. Coville, "Francia: armagnacchi e borgognoni (1380-1422)", cap. XVII, vol. VI (Declino dell'impero e del papato e sviluppo degli stati nazionali) della Storia del Mondo Medievale, 1999, pp. 642–672.
- Joseph Calmette, Il regno di Carlo VII e la fine della guerra dei cent'anni in Francia, cap. XVII, vol. VII (L'autunno del medioevo e la nascita del mondo moderno) della Storia del mondo medievale, 1999, pp. 611–656.